# Меморіальний парк (м. Золотоноша)
Меморіа́льний парк — парк-пам'ятка садово-паркового мистецтва місцевого значення в Україні. Розташований на території міста Золотоноша Черкаської області, при вулиці Шевченка. 
Площа — 4 га, статус отриманий у 2000 році.
Охороняється меморіальний парк, у якому розташований обеліск жертвам нацизму.

## Галерея

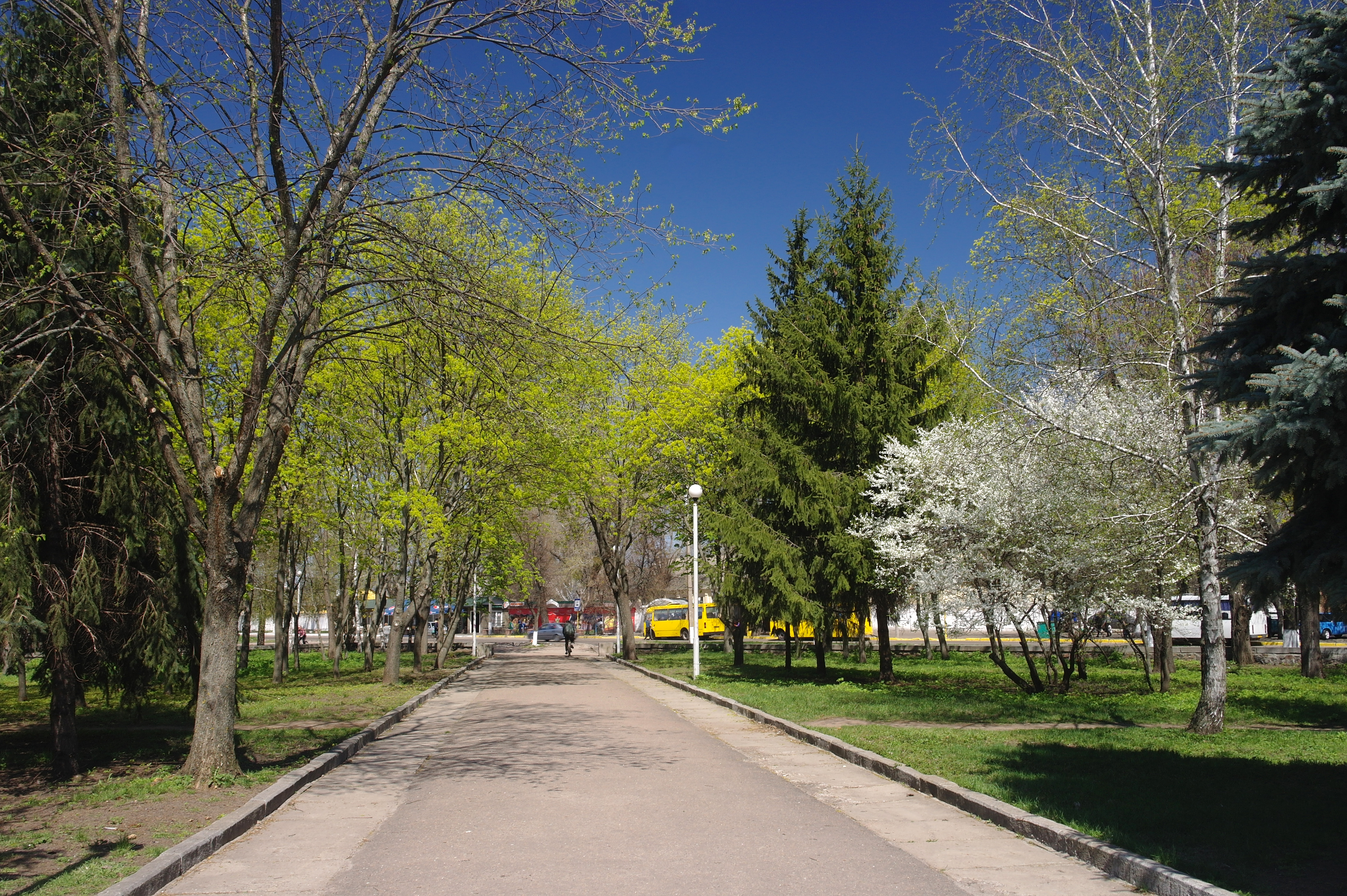
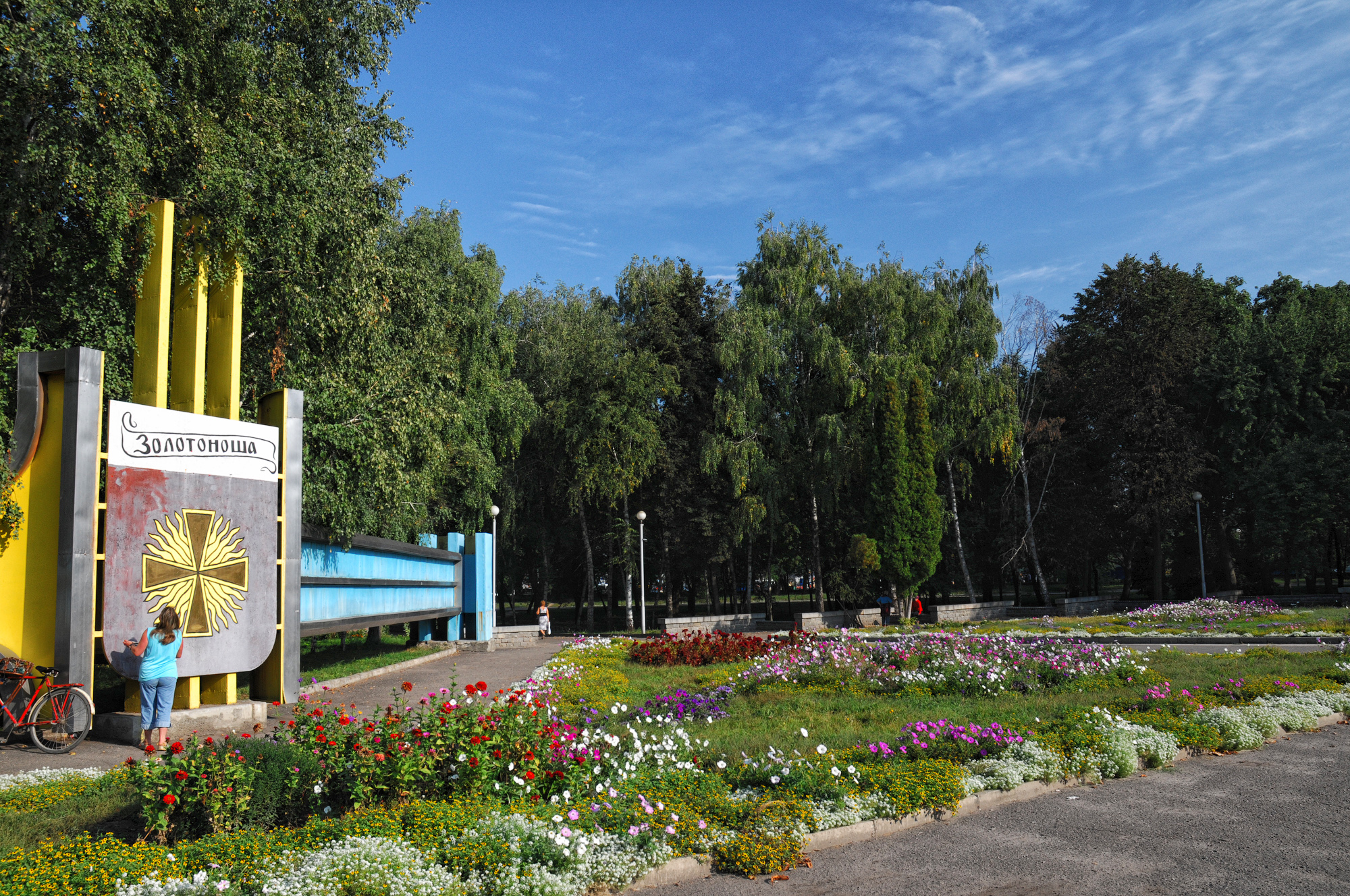